# 蔡心嚴
蔡心嚴，（1971年—）中華民國前游泳選手，12歲開始參加比賽，擅長蛙式，有「蛙王」之稱，曾是中華民國蛙式100公尺紀錄（一分零三秒七八）及200公尺紀錄（二分二十八秒三六）保持人，也曾代表中華民國參加1988年夏季奥林匹克运动会及1990年的亞運比賽。